# 卡隆沙灘

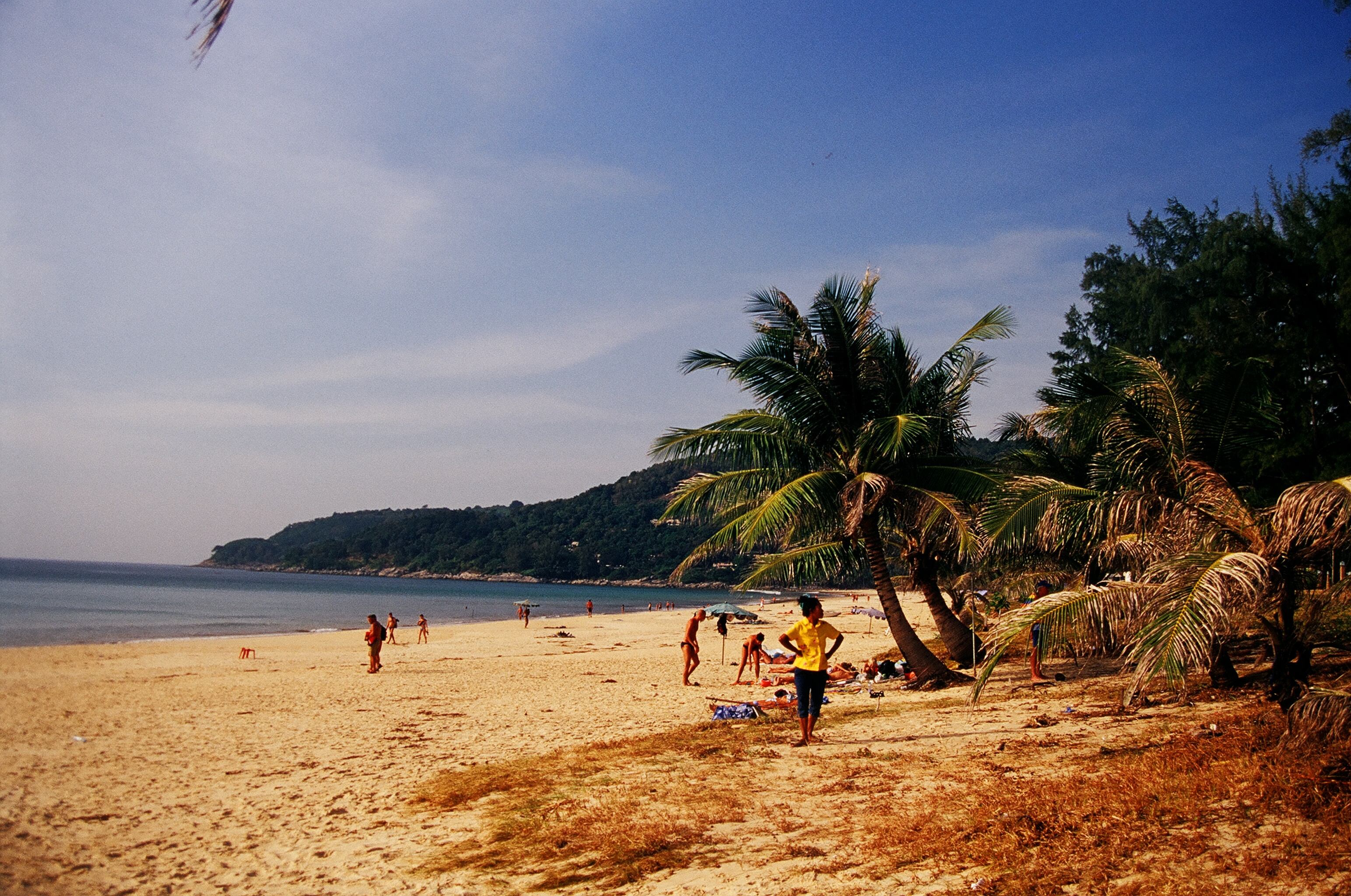
2004年12月卡隆沙灘

卡隆沙灘是一個位於泰國普吉府西海岸的沙灘。沙灘為遊客的熱門景點。相對來說它比鄰近的芭東海灘安靜，在家庭和夫妻間特別受歡迎，不過在單身者眼中比芭東海灘不受歡迎。

## 外部連結
- 维基导游上有關卡隆沙灘的旅行指南

7°51′40″N 98°17′30″E / 7.86111°N 98.29167°E